# Полтавська філія Державної академії статистики, обліку та аудиту Держкомстату України
Полтавська філія Державної академії статистики, обліку та аудиту Держкомстату України — вищий навчальний заклад державної форми власності, III рівня акредитації. Розташований у Полтаві. Ліцензія МОН України АВ № 443299 від 06.04.2009.

Полтавська філія є відокремленим структурним підрозділом Державної академії статистики, обліку та аудиту Держкомстату України (м. Київ). Загальну та спеціальну економічну підготовку студентів здійснює економічний факультет, який об'єднує професорсько-викладацький склад кафедр статистики, бухгалтерського обліку і аудиту, фундаментальних економічних дисциплін, соціально-гуманітарних дисциплін.
Навчання проводиться за денною та заочною формами.
У системі довузівської підготовки працюють курси з поглибленого вивчення дисциплін, що виносяться на ЗНО. Діють студентські гуртки з поглибленого вивчення іноземної мови, інформатики та комп'ютерної техніки.

## Історія
Полтавська філія Державної академії статистики, обліку та аудиту Держкомстату України створена наказом Державного комітету статистики України від 24.06.1999 р. № 213 шляхом реорганізації Полтавського обласного навчального центру Держкомстату України, який розпочав свою освітню діяльність 1946 року і проводив переважно курсову підготовку та підвищення кваліфікації бухгалтерів для підприємств, організацій та установ всіх галузей народного господарства області.
Реорганізація навчального центру у філію академії була викликана потребами у реформуванні системи підготовки, перепідготовки та підвищення кваліфікації кадрів державної статистики України, необхідністю підвищення рівня методичного керівництва та адміністративного управління закладами освіти Держкомстату України, чинниками регіонального характеру.

Полтавська філія Державної академії статистики, обліку та аудиту Державного комітету статистики України повідомляє, що у 2009 році планує розпочати підготовку спеціалістів зі спеціальності 7.050110 «Прикладна статистика» денної форми навчання. Тривалість навчання 1 рік, освітньо-кваліфікаційний рівень спеціаліст. Заявлена ліцензована кількість за даним освітньо-кваліфікаційним рівнем – 25 осіб денної форми навчання.
Підготовка фахівців зазначеної спеціальності має суттєве значення для органів державної статистики, оскільки питання освіченості і кваліфікованості кадрів має вирішальне значення для забезпечення виконання стратегічних цілей Держкомстату.

Роль статистичної освіти зростає в усьому світі, що пов’язано з процесами збільшення обсягів інформації, в тому числі статистичної, гострою потребою у вмінні користуватися нею для прийняття рішень в політиці, економіці, бізнесі, медицині та інших видах діяльності. Це потребує ґрунтовної системної підготовки фахівців у галузі статистики для потреб суспільства в цілому. Необхідність у вищезазначених фахівцях відчувають як органи державної статистики, так і інші організації та установи Полтавської області.  

За таких умов набуває актуальності питання здійснення підготовки фахівців зі спеціальності «Прикладна статистика» освітньо-кваліфікаційного рівня спеціаліст. Саме Полтавська філія Державної академії статистики, обліку та аудиту має необхідну для цього матеріально-технічну базу, інформаційне та кадрове забезпечення.

Спеціалісти з прикладної статистики можуть займати такі посади в сфері державного управління та приватному секторі: економіст-демограф, економіст-статистик, економіст з планування, економіст з фінансової роботи, економіст з бухгалтерського обліку та аналізу господарської діяльності, економіст обчислювального центру, економічний радник, консультант з економічних питань; в галузі аудиту та бухгалтерського обліку – бухгалтер; в галузі маркетингу, ефективності підприємництва та раціоналізації виробництва – консультант з ефективності підприємництва, фахівець з ефективності підприємництва.

## Напрями підготовки
- 0305 «Економіка і підприємництво»

Спеціальності 6.030509 «Облік і аудит» та 6.030506 «Прикладна статистика».

Освітньо-кваліфікаційний рівень підготовки: бакалавр

- 0501 «Економіка і підприємництво»

6.030509 «Облік і аудит» — прискорена форма навчання (3 курс)

Освітньо-кваліфікаційний рівень підготовки: спеціаліст